# Gilead (novela)
Gilead es una novela escrita por Marilynne Robinson publicada en 2004. Ganó el Premio Pulitzer de Ficción en 2005 y el Premio del Círculo Nacional de Críticos de Libros. Es la segunda de Robinson, después de Vida hogareña (1980). Gilead es una novela epistolar, ya que toda la narración es un documento único, continuo, aunque episódico, escrito en varias ocasiones en una forma que combina un diario y una memoria. Comprende la autobiografía ficticia de John Ames, un anciano pastor congregacionalista blanco en la pequeña y apartada ciudad ficticia de Gilead, Iowa, consciente de que está muriendo por una enfermedad cardíaca. Al principio, Ames establece la fecha como 1956 y explica que escribe un relato de su vida para su hijo de siete años, quien tendrá pocos recuerdos de él.  : 9 Nacido hacia 1880, al momento de escribir, tiene 76 años.

## Argumento
El libro es el legado de John Ames mientras recuerda las experiencias de su padre y su abuelo para compartirlas con su hijo. Los tres comparten un estilo de vida vocacional y una profesión como ministros congregacionalistas en Gilead. Ames describe su vocación como "darte una buena idea básica de lo que se te pide y también de lo que podrías ignorar", explicando que tu vocación es algo difícil de cumplir y de obtener.  : 7 Escribe que ésta es una de las piezas de sabiduría más importantes que puede otorgar a su hijo. El padre de Ames era un pacifista cristiano, pero su abuelo era un abolicionista radical que llevó a cabo acciones guerrilleras con John Brown antes de la Guerra de Secesión, sirvió como capellán de las fuerzas de la Unión en esa guerra e incitó a su congregación a unirse y servir en él; como observa Ames, su abuelo "predicó a su pueblo en la guerra".  : 100–1 El abuelo regresó de la guerra sin el ojo derecho. A partir de entonces se le dio la distinción de que su lado derecho era sagrado, su vínculo para comunicarse con Dios; era conocido por una mirada penetrante en el único ojo que le quedaba.
Las otras excentricidades del abuelo se recuerdan en su juventud: la práctica de entregar todas las posesiones de la familia a otros y predicar con una pistola y una camisa ensangrentada. El verdadero carácter y detalles íntimos del padre se revelan en contexto con anécdotas sobre el abuelo, y principalmente en la búsqueda de la tumba del mismo. Un evento que prevalece en los discursos del narrador es el recuerdo de haber recibido la "comunión" de su padre en los restos de una iglesia bautista, quemada por un rayo (Ames recuerda esto como un recuerdo inventado, adaptado de su padre rompiendo y compartiendo una galleta de ceniza para almuerzo). En el transcurso de la novela, rápidamente se descubre que la primera esposa de Ames, Louisa, murió mientras daba a luz a su hija, Rebecca (también conocida como Angeline), quien también murió poco después. Ames reflexiona sobre la muerte en su familia como fuente de gran dolor durante muchos años, en contraste y con especial referencia a la creciente familia del reverendo Boughton, ministro presbiteriano local y amigo de toda la vida de Ames. 
Muchos años después, Ames conoce a su segunda esposa, Lila, una mujer con menos educación que aparece en la iglesia un domingo de Pentecostés. Ames bautiza a Lila y su relación se desarrolla, culminando con su propuesta de matrimonio. Mientras Ames escribe sus memorias, el hijo de Boughton, John Ames Boughton (Jack), reaparece en la ciudad después de abandonarla en desgracia veinte años antes, tras seducir y abandonar a una chica de una familia pobre cerca de su universidad. La hija de esta relación murió pobre y desatendida a la edad de tres años, a pesar de los esfuerzos bien intencionados pero no deseados de la familia Boughton por cuidarla. El joven Boughton, la niña de los ojos de sus padres pero que Ames odia profundamente, busca a Ames. Gran parte de la tensión en la novela resulta de la desconfianza de Ames hacia Jack Boughton y particularmente de su relación con Lila y su hijo. En el desenlace, sin embargo, resulta que el propio Jack Boughton sufre la separación forzada de su propia esposa, una afroamericana de Tennessee, y de su hijo; a la familia no se le permite vivir junta debido a las leyes segregacionistas, y su familia rechaza por completo a Jack Boughton. Se da a entender que el entendimiento de Jack con Lila radica en su sentido común de tragedia mientras ella se prepara para la muerte de Ames, quien le ha brindado una seguridad y estabilidad que nunca antes había conocido.
Aunque hay acción en la historia, su principal motivo radica en las luchas teológicas de Ames en toda una serie de frentes: con la participación de su abuelo en la Guerra de Secesión, con su propia soledad durante gran parte de su vida, con la pérdida clara de su hermano y la aparente pérdida de su padre de sus creencias, con el abandono de la ciudad por parte de su padre, con las penurias de la vida de la gente y, sobre todo, con sus sentimientos de hostilidad y celos hacia el joven Boughton, a quien sabe que en algún nivel debe perdonar. Las luchas de Ames están ilustradas por numerosas citas de la Biblia, de teólogos (especialmente la Institución de la religión cristiana de Calvino) y de filósofos, especialmente el ateo Ludwig Feuerbach, a quien Ames respeta mucho.  : 23–4, 124, 143, 208 
El contenido abstracto y teológico del libro se ve a través de los ojos de Ames, a quien se presenta de una manera muy comprensiva y que escribe sus memorias desde una posición de serenidad, a pesar de su sufrimiento y del conocimiento de sus limitaciones y fracasos. A lo largo del libro, Ames detalla un asombro reverencial por el patetismo trascendental en los pequeños momentos personales de felicidad y paz con su esposa e hijo y la ciudad de Gilead, a pesar de la soledad y la tristeza que siente por dejar el mundo con cosas sin hacer ni resolver. Es capaz de deleitarse con la belleza del mundo que lo rodea y se toma el tiempo para apreciar e interactuar con estas pequeñas maravillas al final de su vida. De esta manera, la novela enseña la importancia de dar un paso atrás y disfrutar de las realidades presentes. Ames se maravilla con lo cotidiano y lo común y desea esta actitud también para su hijo. Proclama su deseo de que su hijo "viva mucho y... ame este mundo pobre y perecedero". Ames se toma el tiempo para estar plenamente presente y ser intencional en todo lo que hace, por pequeño o insignificante que parezca. Un ejemplo de esto en la novela es hacia el comienzo de la página 5, cuando pasa junto a dos jóvenes que bromean y ríen entre ellos en la calle y Ames se siente asombrado ante la belleza de una expresión tan simple de amistad y alegría. De esta manera, Ames ve el atractivo tanto de lo ordinario y mundano como de lo trágico. Comienza a expresar el punto de vista de que el propósito de la vida es buscar cosas que apreciar y agradecer. En las últimas páginas del libro, Ames descubre la verdadera situación de Jack Boughton y es capaz de ofrecerle el afecto y el perdón genuinos que nunca antes había podido sentir por él. 

## Influencias
Según Robinson, la ciudad ficticia de Gilead ("Galaad" significa 'colina del testimonio' en la Biblia; Génesis 31:21) está basada en la ciudad real de Tabor, Iowa, en la esquina suroeste del estado, muy conocida. por su importancia en el movimiento abolicionista. El abuelo se basa en la vida de John Todd, un ministro congregacionalista de Tabor, conductor del Ferrocarril Subterráneo, que almacenaba armas, suministros y municiones utilizadas por el abolicionista John Brown en su "invasión" de Misuri en 1857 para liberar a un grupo de esclavos, y más tarde, sin el conocimiento ni la participación de Todd, en su incursión en 1859 contra el arsenal militar estadounidense en Harpers Ferry. Robinson habla sobre la participación del abuelo de Ames en la guerra civil. Menciona una enfermedad conocida como "fiebre de campo". El término se utilizaba para describir la fiebre tifomalárica. Los síntomas incluyeron: escalofríos pronunciados seguidos de fiebre, dolor abdominal, náuseas, debilidad, diarrea, retención de orina y enfurecimiento de la lengua. Mientras John Ames describía sus sermones en su carta, le dice a su hijo que había uno que había quemado antes de que se suponía que debía predicarlo. Este sermón fue escrito en la época de la pandemia de gripe de 1918.
En cuanto a las influencias teológicas de Robinson en Galaad, ella ha explicado la importancia de los textos calvinistas primarios, en particular la Institución de la religión cristiana de Calvino. Con respecto al texto de Calvino, Robinson afirmó en su conferencia de Yves Simone titulada "La libertad de un cristiano", que "una de las razones por las que estos textos son importantes para mí, es porque tienen mucho que ver con mi propia teología, ciertamente, con mi estética tal vez, y en la medida en que puedo decir que tengo una intención por escrito, tengan todo que ver con mi intención". 

## Impacto social
Galaad ha sido reconocido como un texto que trabaja para corregir conceptos erróneos modernos sobre Calvino, el calvinismo y los puritanos. Robinson dijo en una conferencia titulada "La libertad de un cristiano", que piensa "que una de las cosas que ha sucedido en la historia cultural estadounidense es que Calvino ha sido muy tergiversado. Como consecuencia, las parte de la cultura estadounidense en la que influyó está muy tergiversada".  Ella expone esta idea en su libro de ensayos, La muerte de Adán: escribe que los puritanos "de ninguna manera deberían caracterizarse por el miedo u odio al cuerpo, la ansiedad por el sexo o la denigración de las mujeres; sin embargo, por alguna razón, el puritanismo se considera únicamente sinónimo de preocupaciones".  Roger Kimball, en su reseña de La muerte de Adán en The New York Times escribió: "Todos sabemos que los puritanos eran un pueblo severo, que odiaba el sexo y abominaba de la alegría, excepto que, como muestra Robinson, esta creencia ampliamente aceptada la caricatura es una calumnia".  La caracterización moderna común de los calvinistas como enemigos del mundo físico y exclusivistas sin alegría es el estereotipo que Robinson trabaja para deconstruir en Gilead a través de una representación de lo que ella considera una comprensión más precisa de la doctrina calvinista que deriva de los textos originales.
La novela también ha sido foco de debates sobre el multiculturalismo cristiano en la literatura. Christopher Douglas, profesor de literatura estadounidense de la Universidad de Victoria, afirma que Gilead construye una "identidad multicultural cristiana contemporánea adecuadamente limpia de la complejidad de la [...] 'esclavitud cristiana'".  Contextualiza el trabajo dentro del resurgimiento político del cristianismo fundamentalista y evangélico en las últimas cuatro décadas.
En una encuesta entre críticos literarios estadounidenses realizada por BBC Culture y cuyos resultados se compartieron en enero de 2015, Gilead fue votada como la cuarta mejor novela escrita desde 2000.  En 2019, la novela ocupó el segundo lugar en la lista The Guardian de los 100 mejores libros del siglo XXI.  El 5 de noviembre de 2019, BBC News incluyó a Gilead en su lista de las 100 novelas más influyentes. 
El expresidente de los Estados Unidos, Barack Obama, cataloga la novela como una de sus favoritas. El 14 de septiembre de 2015, en Des Moines, Iowa, en una reversión de la convención periodística habitual, el presidente Obama entrevistó a Marilynne Robinson para The New York Review of Books y le dijo:

Compré por primera vez "Gilead", uno de sus libros más maravillosos, aquí en Iowa. Porque yo estaba haciendo campaña en ese momento y hay mucho tiempo de inactividad cuando conduces entre ciudades y cuando llegas tarde a casa después de hacer campaña. …Y les he dicho esto: uno de mis personajes de ficción favoritos es un pastor de Gilead, Iowa, llamado John Ames, que es amable y cortés y un poco confundido acerca de cómo reconciliar su fe con todas las diversas tribulaciones que enfrenta. pasa su familia. Y simplemente... me enamoré del personaje, me enamoré del libro...

## Novelas complementarias
Robinson ha utilizado personajes y acontecimientos de Gilead en tres novelas posteriores. En casa (2008) vuelve a contar los acontecimientos de la historia desde la perspectiva de sus amigos y vecinos los Boughton. Lila (2014) vuelve a contar el noviazgo y el matrimonio de los Ames desde su perspectiva. Jack (2020) cuenta la historia de la oveja negra de los Boughton y detalla con más detalle su relación con una mujer de color, una unión desconocida para su familia.